# Rubén Hinojosa
Rubén Hinojosa, född 20 augusti 1940 i Edcouch, Texas, är en amerikansk demokratisk politiker. Han representerade delstaten Texas femtonde distrikt i USA:s representanthus 1997–2017.
Hinojosa gick i skola i Mercedes High School i Mercedes, Texas. Han avlade 1962 BBA-examen vid University of Texas at Austin. Han avlade sedan 1980 MBA-examen vid University of Texas–Pan American.
Kongressledamot Kika de la Garza kandiderade inte till omval i kongressvalet 1996. Hinojosa vann valet och efterträdde de la Graza i reprsentanthuset i januari 1997.
Som kongressledamot stödde Hinojosa stamcellsforskning, frihandel samt rätten till samkönat äktenskap och motsatte sig en striktare invandringspolitik. Han och hustrun Martha har fem barn.